# Dolní Šárka (přírodní památka)
Dolní Šárka je přírodní památka, která se nachází v severozápadní části Prahy v blízkosti městských částí Lysolaj a Podbaby při dolní části Šáreckého potoka, v katastrálním území Dejvice (Praha 6).  Šárka kvůli svému přírodnímu bohatství spadá mezi chráněná území. Důvodem ochrany byly výchozy proterozoických hornin a teplomilné skalní stepi a křoviny s výskytem chráněných a ohrožených druhů. Patří k přírodním památkám od 27. 5. 1982 a její celková plocha je více než šest hektarů.  
Dolní Šárka leží na konci údolí, které se táhne od levého břehu Vltavy. Les tvoří převážně jasan ztepilý (Fraxinus excelsior), javor babyka (Acer campestre), dub zimní (Quercus petraea), místy se vyskytuje jeřáb břek (Sorbus torminalis) a jabloň (Malus domestica). V lese hnízdí řada vzácných druhů ptáků, například střízlík obecný (Troglodytes troglodytes), pěvuška modrá (Prunella modularis) a červenka obecná (Erithacus rubecula).
Přírodní památka je dostupná lesními cestami a taktéž značenou modrou turistickou stezkou.

## Lokalita
Dolní Šárka je lesní komplex, který je součástí přírodního parku Šárka-Lysolaje. Nachází se blízko oblíbeného turistického parku Divoká Šárka. Dolní Šárka leží na konci údolí, které se táhne od Vltavy téměř po Ruzyni. Hranice chráněné oblasti ohraničuje řeka Vltava a usedlosti Žitná a Mrázovka.
Dolní Šárka se skládá ze tří samostatných částí na svazích Šáreckého potoka. Jsou pojmenovány podle okolních usedlostí Duchoňská (na pravém úbočí potoka), Šatovka a Žežulka (obě na levém úbočí).
Chráněná území leží mezi 200 až 270 metry nad mořem a celková rozloha je přibližně 6 hektarů.  

## Historie
V chráněné oblasti byly nalezeny stopy osídlení staré sedm tisíc let. Celé území přírodní památky, s výjimkou skalních stepí na nepřístupných místech, byla ovlivněna člověkem, který se zabýval zemědělstvím, pastevectvím a spotřebou dřeva. Kvůli velké spotřebě dřeva v této oblasti lesy rychle zmizely a na jejich místě vznikali pole, sady, vinice a pastviny. Nyní v Dolní Šárce vidíme nevelké lesní porosty.
Přírodní památka byla trvale osídlena po velmi dlouhou dobu. Mladopaleolitické sídliště bylo zjištěno, například v cihelně na Jenerálce. Od neolitu je zde trvalé osídlení rolnické a pastevecké. Slovanské hradiště šárecké, které zabírá velkou plochu a hradiště na Šestákově a Kozákově skále jsou nejznámější a nejdůležitější místa v historii Šárky.
Nyní se ve spodním úseku Horní a Dolní Šárky nachází souvislá údolní zástavba. Ve výšinách se nachází velké množství mlýnů (např.: Čertův).
Všechny tři části PP (Duchoňská, Šatovka, Žežulka) byly dříve pastvinami i vinicemi. Kvůli nedostatku dřeva v Praze došlo k rozsáhlému odlesňování. Na počátku 20. století byly lesní porosty vzácné. K zalesňování oblasti došlo až na počátku minulého století. Teď tam převážně rostou trnovník akát (Robinia pseudoacacia) a borovice černá (Pinus nigra).
Díky současné péči o tuto oblast, která dokonale napodobuje dřívější zemědělské využití (například pastva hospodářských zvířat), jsou na těchto místech zachovány porosty teplomilných trávníků a fragmenty skalních stepí.  

## Přírodní poměry

### Geologie
Geologickým základem je postupné střídání drob a břidlic. V přirozených skalních výchozech jsou kralupsko-zbraslavské skupiny svrchního proterozoika. Na území regionu můžeme najít mělké půdy typu ranker. Pokud je půda zarostlá dřevinami, přechází ranker do převážně oligotrofních hnědých půd až mezotrofních kambizemí.
Údolní zářez je v proterozoických horninách, zejména drobách, prachovcích a buližnících. Časté jsou svahové uloženiny (hlína, písčitojílovité hlína s úlomky svrchnoproterozoických hornin).
Duchoňská je geomorfologický útvar vhodný ochrany. Jde o plošně velmi malé území na proterozoických břidlicích, které vystupují v podobě menších skalek ve zvolna se snižující dolní části hřbítku.  

### Flóra

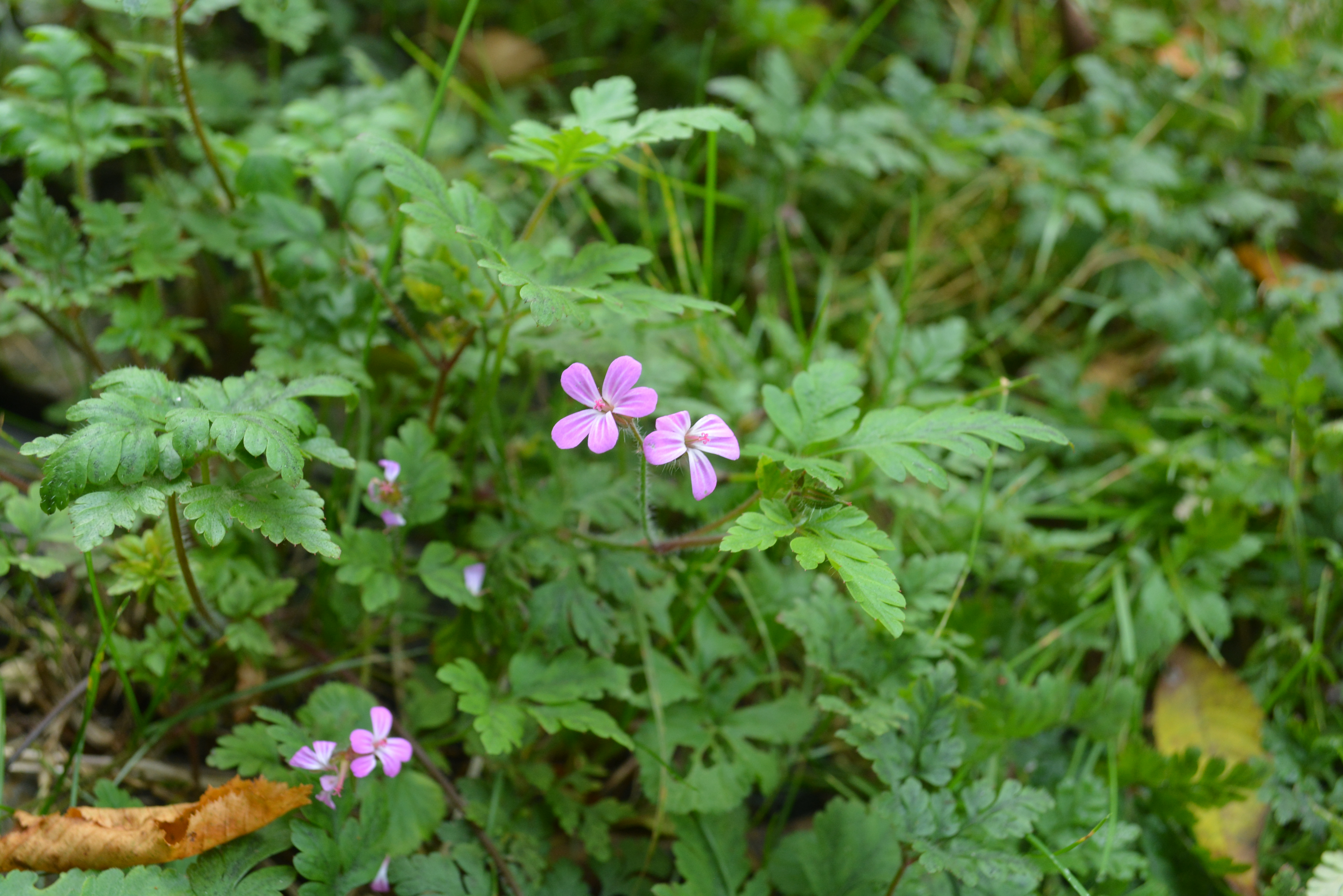
Kakost smrdutý

Přírodní památka je bohatá na rostliny. Na území přežila cenná stepní společenstva. Nejmenší a nejcennější plocha je Duchoňská. V severní části této oblasti se nachází velice zachovalá, druhově neobvykle bohatá dubohabřina.
Jako typické zástupce dřevin spatříme dominantní jasan ztepilý (Fraxinus excelsior), javor babyka (Acer campestre), dub zimní (Quercus petraea), jabloň (Malus domestica), jeřáb břek (Sorbus torminalis).
Vyskytují se zde následující významné druhy: kakost krvavý (Geranium sanguineum), smldník jelení (Peucedanum cervaria), belozářka liliovitá (Anthericum liliago), česnek viničný (Allium vineale), křivatec český pravý (Gagea bohemica subsp. bohemica).
Kromě velkého počtu skal jsou zde rozvolněné teplomilné trávníky s kostřavou walliskou (Festuca valesiaca). Nalezneme také hvězdnice zlatovlásek (Galatella linosyris), plevel okoličnatý (Holosteum umbellatum), smělek štíhlý (Koeleria macrantha), chrpa latnatá (Centaurea stoebe), máčka ladní (Eryngium campestre), mochna písečná (Potentilla arenaria), hvozdík kartouzek (Dianthus carthusianorum), kostřava žlábkatá (Festuca rupicola), čičorka pestrá (Securigera varia) nebo chráněný kavyl Ivanův (Stipa pennata).
Důležitější společenstva křovin jsou hlohy (Crataegus sp.), růže (Rosa canina), trnky (Prunus spinosa) a mahalebky (Prunus mahaleb). Mohou mít velký význam jako refugium pro živočichy – ptactvo.
V oblasti můžeme pozorovat výskyt hájových druhů, jako je hrachor černý (Lathyrus niger), hrachor jarní (L. vernus) nebo jaterník podléška (Hepatica nobilis).   

### Fauna
Dolní Šárka je biotop teplomilné fauny bezobratlých, kde se vyskytuje velké množství vzácných druhů.
Z měkkýšů se vyskytují páskovka žíhaná (Cepaea vindobonensis) a typický druh sutí (Oxychilus glaber). Z motýlů jsou nejznámější modrásek podobný (Plebejus argyrognomon), modrásek ušlechtilý (Polyommatus amandus), modrásek rozchodníkový (Scolitantides orion), vřetenuška čičorková (Zygaena ephialtes) a ostruháček kapinicový (Satyrium acaciae). V oblasti najdeme vzácnější střevlíkovité brouky např. (Panagaeus bipustulatus,) (Amara litcorea), (Lebia chlorocephala) a (Cymindis axillaris).
Velmi cenná je fauna blanokřídlých. Tam byla poprvé objevena včela (Halictus setulosus). Také zde žije bodruška (Cephus pulcher), jejíž housenice žijí ve stéblech trav.
V lokalitě Duchoňská jsou druhy přirozené listnatým lesům – z nosatcovitých (Brachysomus echinatus) a (Barypeithes mollicomus).
Hnízdí zde střízlík obecný (Troglodytes troglodytes), pěvuška modrá (Prunella modularis) či červenka obecná (Erithacus rubecula).  

## Ochrana

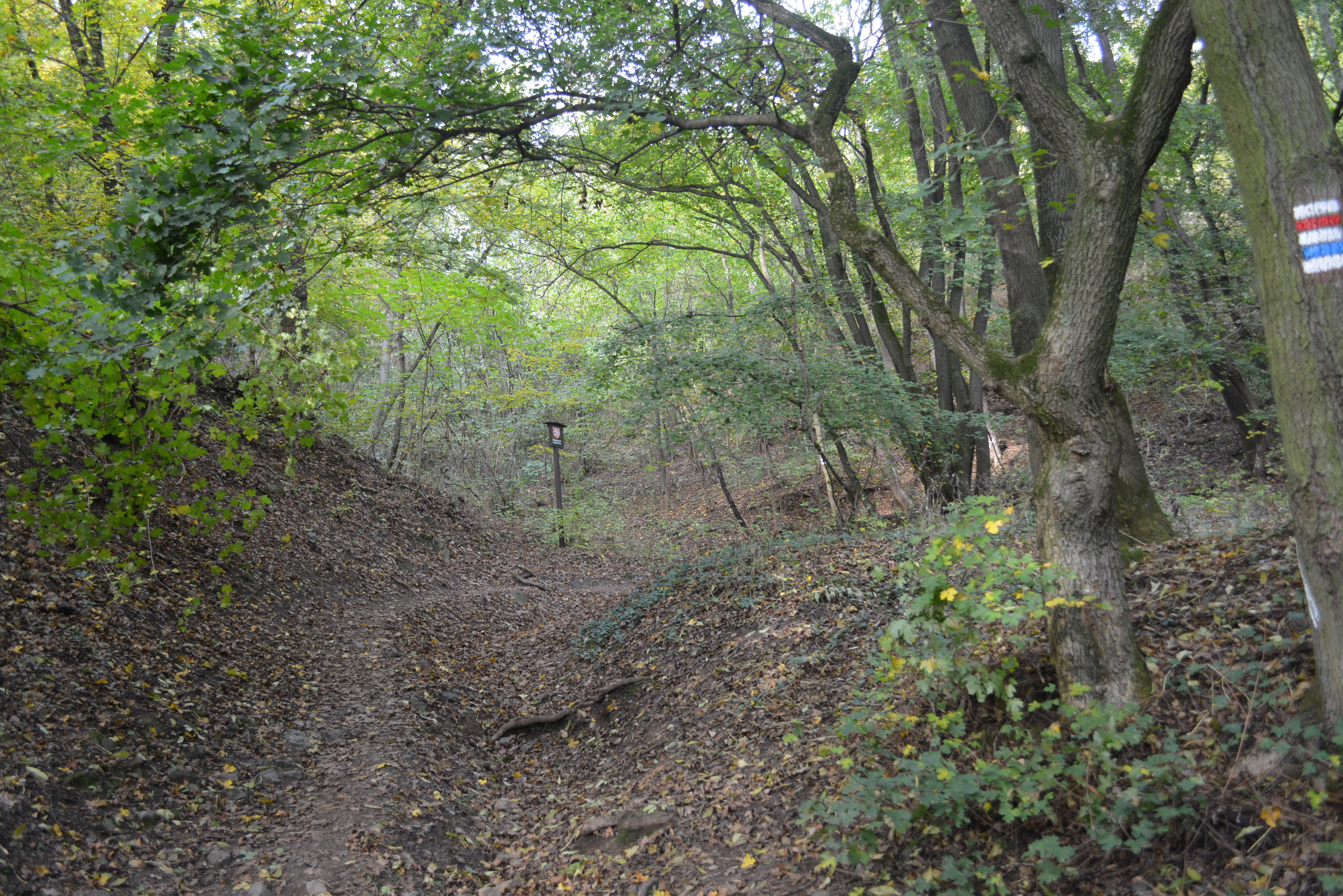
Cesta na Dolní Šárku

Důvodem vyhlášení této lokality jako přírodní památku, byla snaha o zachování přirozených teplomilných společenstev rostlin a živočichů a snaha ochránit významný geomorfologický útvar Duchoňská.
Předmětem ochrany podle zřizovacího předpisu jsou výchozy proterozoických hornin v zaříznutém údolí Šáreckého potoka a teplomilné skalní stepi s výskytem chráněných a ohrožených druhů. V současnosti oblast ohrožuje zarůstání stanovišť xerotermní bylinné vegetace dřevinami. K tomu došlo po 2. světové válce, kdy chráněná oblast se přestala zemědělsky využívat, tzv. že se změnila činnost plochy.   
V rámci dlouhodobého plánu na ochranu památky je potřeba udržovat stepní oblasti bez dřevinné vegetace, a pravidelně je kosit. Nejlépe by tyto rady měly být realizovány pastvou koz a ovcí. Doporučuje se pěstovat dubohabřinu na severním svahu jako pařezinu se zkrácenou dobou obmýtí. Tato metoda by měla zajistit udržení bohaté hájové květeny.
V lesních porostech musí být prováděna úprava druhového složení ve prospěch stanovištně vhodných dřevin nebo porosty ponechávat neporušené. Ohledně rozsáhlých křovinných porostů je nezbytné odstranit invazivní akát nebo ponechat bez zásahu či přistoupit k celkové asanaci.

## Turismus
Dolní Šárka je část největšího přírodního parku Šárka-Lysolaje, který se rozkládá na ploše větší než 1000 hektarů. Autobusová linka 116 od stanice metra Dejvická projíždí ulicí v Šáreckém údolí na stejnojmennou zastávku Dolní Šárka. 
Po modré turistické cestě se dostanete k rozcestníku Nad Dolní Šárkou. 

## Galerie

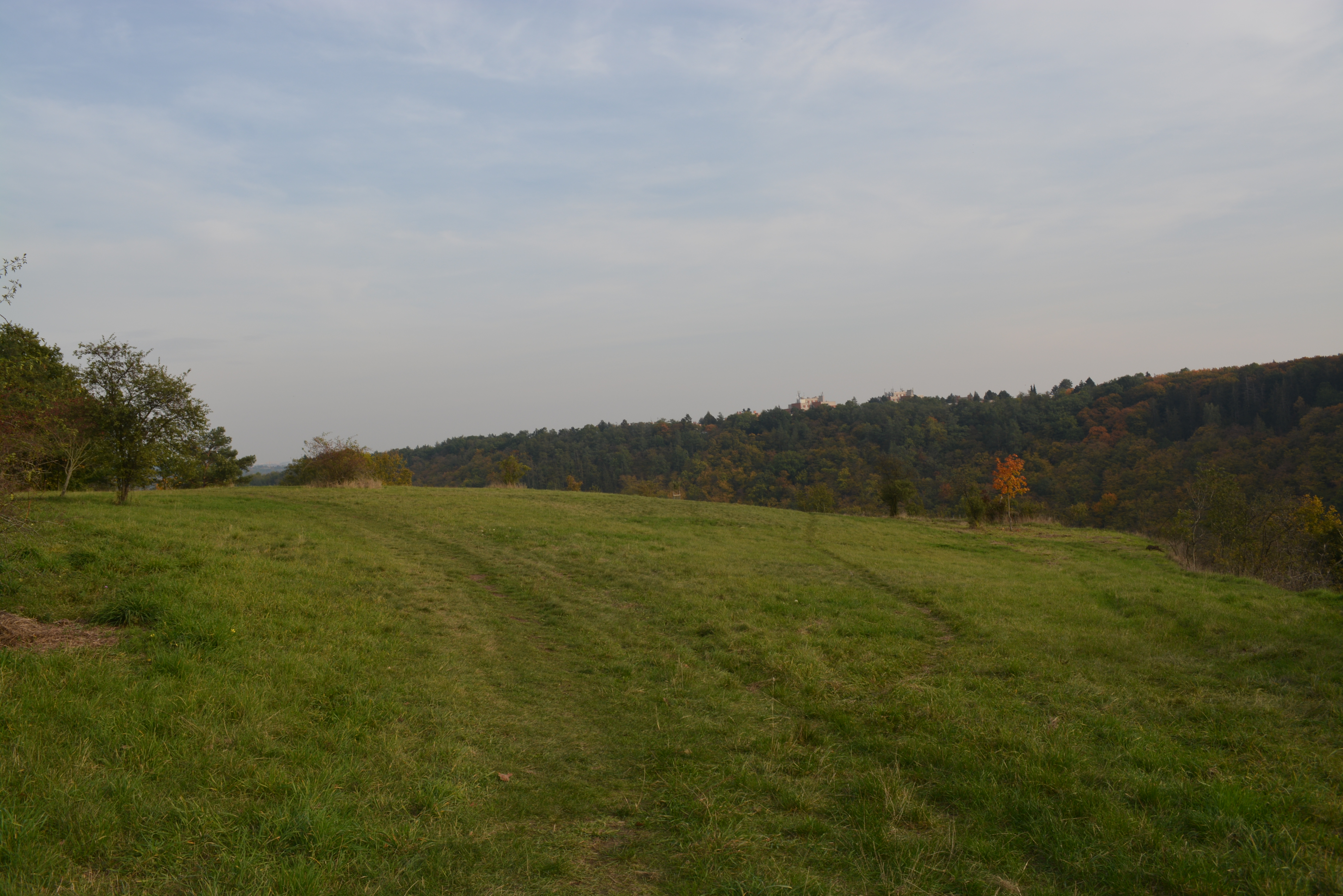
Bezlesí na Dolní Šárce
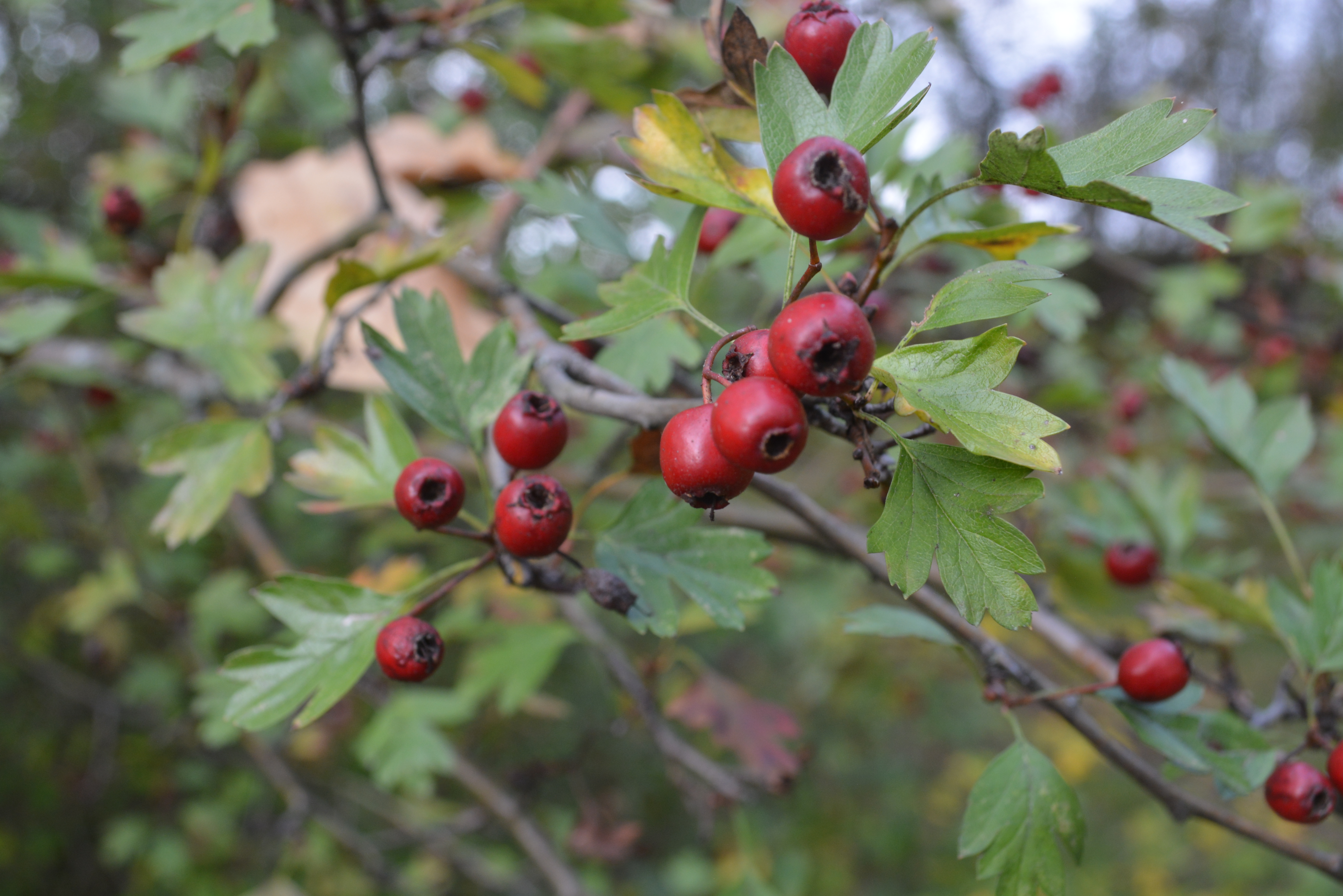
Hloh jednosemenný
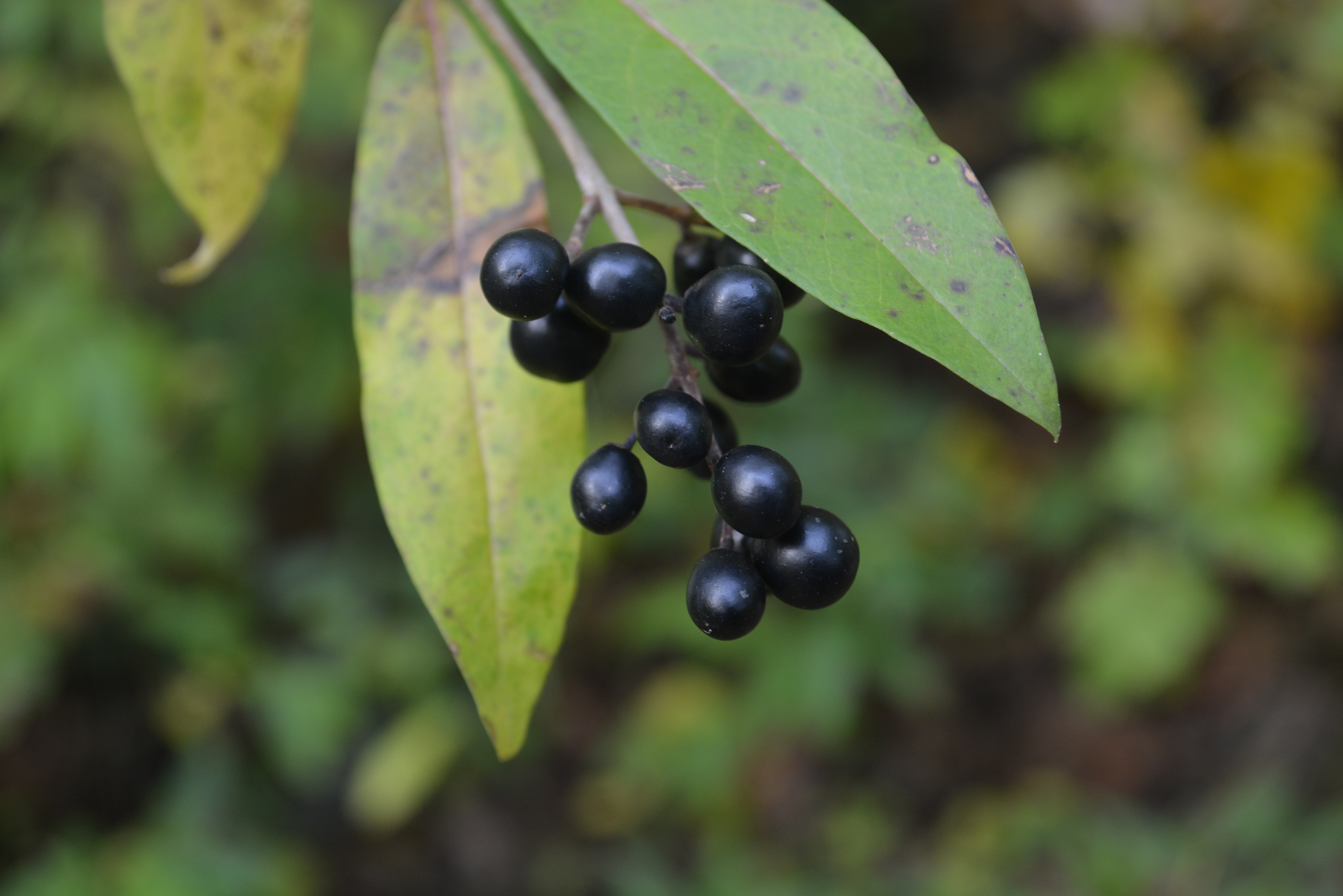
Ptačí zob obecný
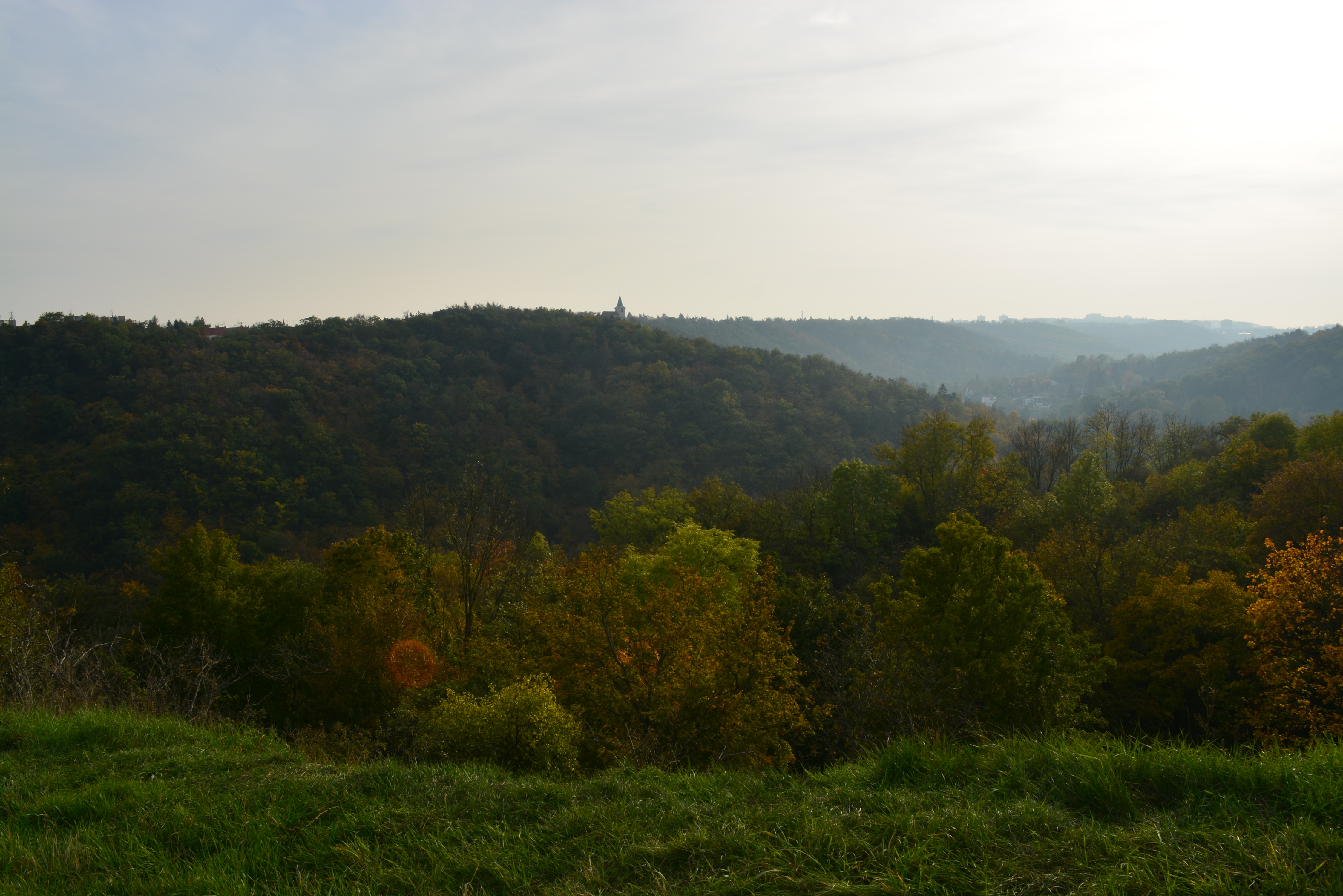
Lesní plocha
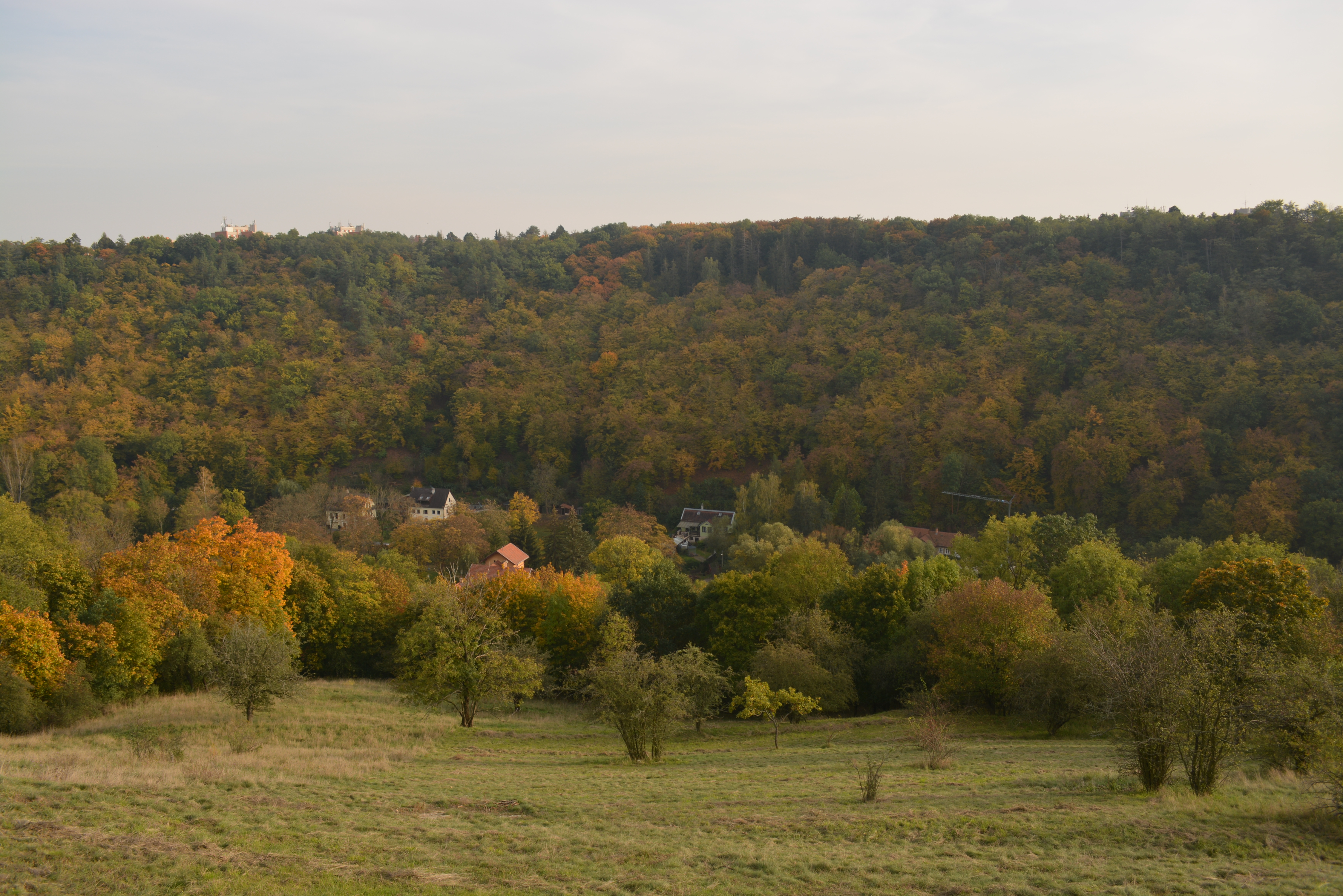
Spodní louka
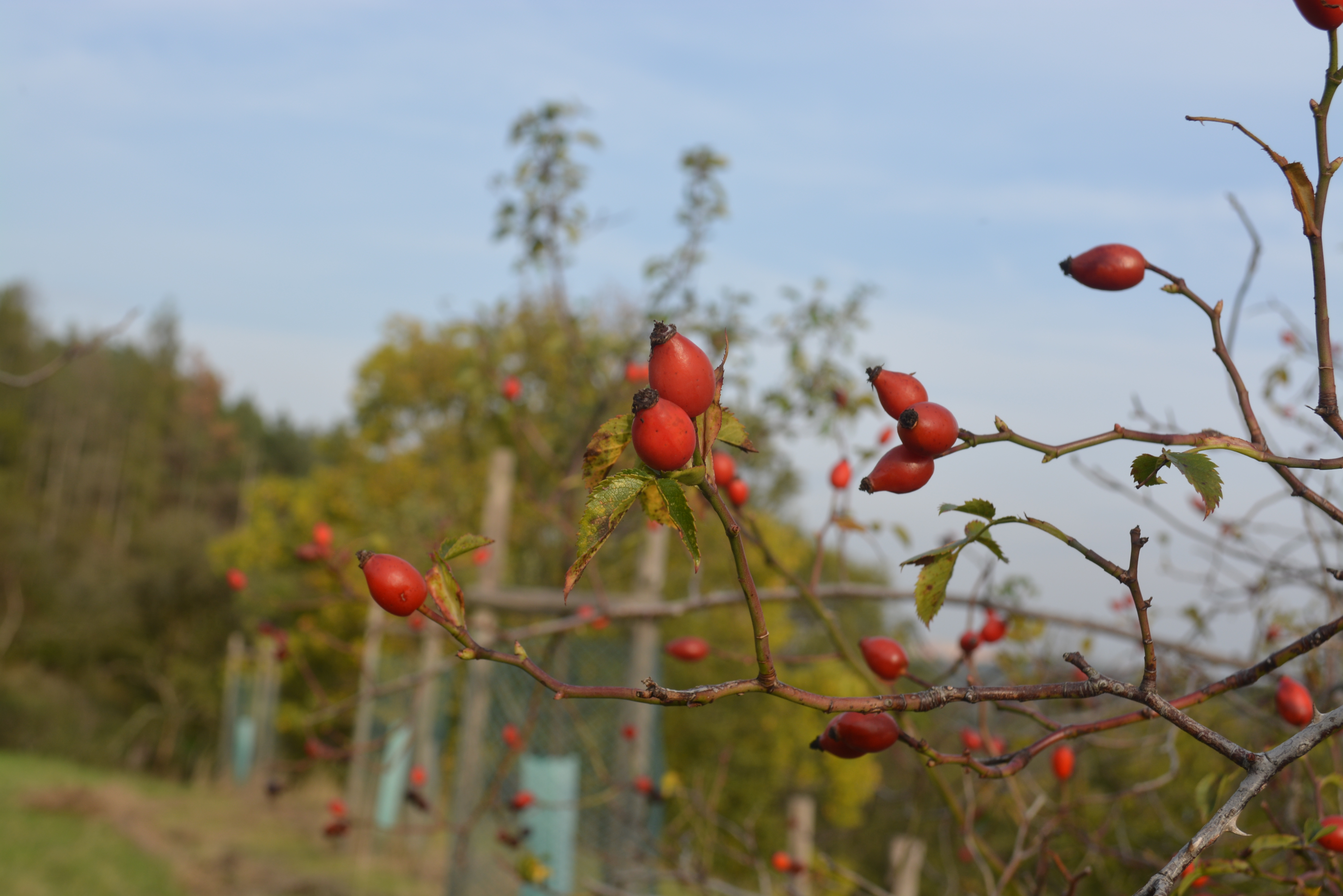
Růže šípková
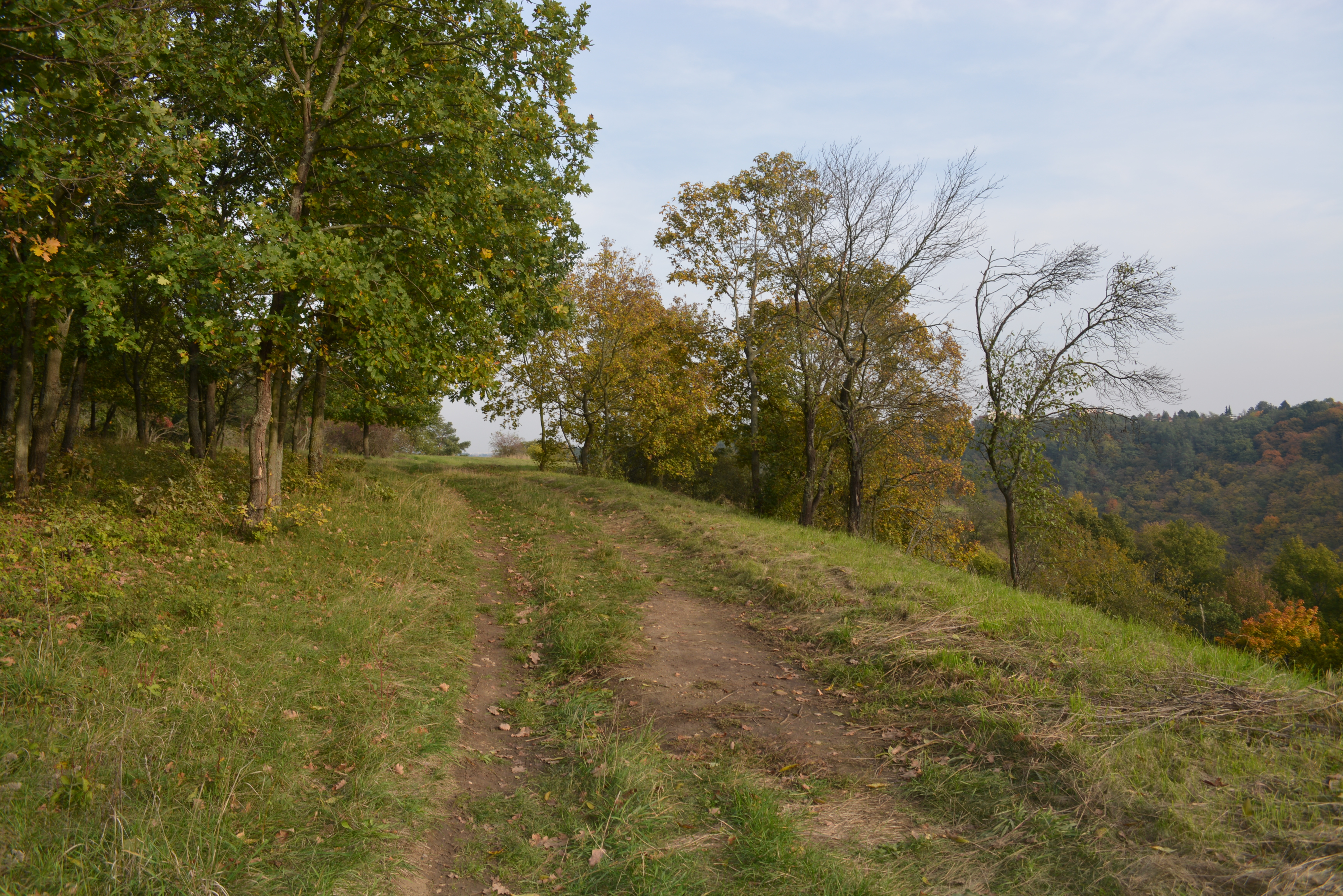
Plocha vyřezaných dřevin